# Ghost Riding
Ghost Riding è il secondo album in studio del gruppo rock statunitense degli RNDM, pubblicato nel 2016.

## Tracce
1. Stumbling Down – 4:20
2. Comfortable – 3:29
3. Ghost Riding – 5:05
4. Got to Survive – 3:57
5. Stray – 3:24
6. Stronger Man – 3:59
7. Trouble – 4:25
8. NYC Freaks – 4:19
9. Kingdom in the Sky – 3:45
10. It's Violence – 3:08
11. Dream Your Life Away – 3:44

## Formazione
- Jeff Ament - basso
- Joseph Arthur - voce, chitarra
- Richard Stuverud - batteria